# Tippeligaen de 2000
A edição de 2000 da Tippeligaen iniciou-se em 8 de Abril e encerrou-se em 22 de Outubro. 14 equipes participaram do torneio, jogando todas contra todas, em sistema de pontos corridos. Cada vitória valia três pontos, ao passo que cada empate valia um ponto. 
As duas equipes que somarem menos pontos são automaticamente despromovidas para a segunda divisão, enquanto a terceira que menos pontuar disputa série de repescagem em jogos de ida e volta contra o terceiro colocado da segunda divisão. 
O campeão foi o Rosenborg. Vålerenga, Start e Haugesund foram despromovidos.
O artilheiro foi Thorstein Helstad, do Brann, com 18 golos. 

## Classificação final
|    |              | S  | V  | U  | T  | +  | -    | P  |
| -- | ------------ | -- | -- | -- | -- | -- | ---- | -- |
| 1  | Rosenborg    | 26 | 16 | 6  | 4  | 61 | - 26 | 54 |
| 2  | Brann        | 26 | 14 | 5  | 7  | 53 | - 40 | 47 |
| 3  | Viking       | 26 | 13 | 6  | 7  | 51 | - 39 | 45 |
| 4  | Tromsø       | 26 | 13 | 5  | 8  | 51 | - 46 | 44 |
| 5  | Stabæk       | 26 | 12 | 6  | 8  | 59 | - 33 | 42 |
| 6  | Lillestrøm   | 26 | 11 | 7  | 8  | 42 | - 29 | 40 |
| 7  | Molde        | 26 | 11 | 7  | 8  | 46 | - 47 | 40 |
| 8  | Odd Grenland | 26 | 11 | 5  | 10 | 40 | - 31 | 38 |
| 9  | Moss         | 26 | 8  | 8  | 10 | 38 | - 44 | 32 |
| 10 | Bodø/Glimt   | 26 | 6  | 10 | 10 | 48 | - 59 | 28 |
| 11 | Bryne        | 26 | 7  | 6  | 13 | 32 | - 60 | 27 |
| 12 | Vålerenga    | 26 | 5  | 9  | 12 | 32 | - 44 | 24 |
| 13 | Start        | 26 | 5  | 6  | 15 | 40 | - 66 | 21 |
| 14 | Haugesund    | 26 | 5  | 4  | 17 | 33 | - 62 | 19 |

## Premiação
| Tippeligaen 2000               |
| Noruega                        |
| ------------------------------ |
| ROSENBORG Campeão (15º título) |